# Medan, Indonezia
Medan este un oraș din Indonezia.